# دجال (نیچه)
دجّال یا مسیحاستیز (آلمانی: Der Antichrist) کتابی است از فریدریش نیچه از سال ۱۸۹۵. گرچه این کتاب در سال ۱۸۸۸ نوشته شد اما محتوای بحث‌برانگیز آن باعث شد انتشار آن همراه با اینک انسان به تأخیر بیفتد. عنوان آلمانی کتاب در زبان انگلیسی را می‌توان به «ضد مسیح» و «ضد مسیحی» ترجمه کرد. با توجه به محتوای این کتاب، هر دو معنا را می‌توان از آن برداشت نمود.
ترجمهٔ این کتاب به فارسی در سال ۱۳۷۶ توسط سعید فیروزآبادی انتشار یافت.